# Aristómaco de Argos
Aristómaco de Argos fue un general de la Liga Aquea en la Antigua Grecia, quien sirvió sólo un año, 228 a. C. - 227 a. C. Su padre, Aristómaco el Grande y su hermano, Aristipo habían sido ambos tiranos de la ciudad de Argos, y después de la muerte del último en 235 a. C., el hermano más joven se convirtió también en tirano. En 229 a. C., fue convencido en dimitir por Arato de Sición, y dejar a su ciudad unida con la Liga Aquea. Como premio, fue elegido estratego de la Liga, pero más tarde les traicionó. Capturado por Arato, fue torturado y ejecutado en 223 a. C.